# Lista de artistas musicais considerados cult
Esta é uma lista de artistas musicais considerados cult, organizados alfabeticamente:

## A
- Adam Green en][1]
- Alec Empire[1]
- Alex Chilton[2][1][3]
- Alice Coltrane[3]
- Amanda Palmer[4]
- Amy Winehouse[5]
- Animal Collective[5]
- Aphex Twin[5][3]
- Arcade Fire[5]
- Arctic Monkeys[5]
- Ariel Pink en]
- Arthur Lee[3]
- Arthur Russell en][6][3]

## B
- Badfinger[5]
- The Beatles[5]
- Beastie Boys[5]
- Beck[5]
- Belle and Sebastian[5]
- Ben Folds
- Ben Folds Five
- Betty Davis[3]
- Big L[2]
- Bill Drummond en][2]
- Bis en][2]
- Billy Childish en][2]
- Björk[5][3]
- Black Sabbath[5]
- Blondie[5]
- Blur[5]
- Bobbie Gentry[3]
- Bon Iver[5]
- Sérgio Mendes & Brasil '66[5]
- Brian Eno[3]
- Brigitte Fontaine[3]
- Buzzcocks[5]

## C
- Captain Beefheart[3]
- Cardiacs[7]
- Carly Rae Jepsen[8]
- Cate Le Bon en][5]
- The Chemical Brothers[5]
- Chic[5]
- The Clash[5]
- Cocteau Twins[5][1]
- Courtney Barnett[5]
- The Cure[5]

## D
- Daft Punk[5]
- Daniel Johnston[2]
- Daniel Miller en][1]
- David Bowie[5]
- De La Soul[5]
- Delia Derbyshire[3]
- Depeche Mode[5]
- Devo[5]
- Dillinger Four[1]«Cult music heroes: artists on their unsung idols». The Guardian. 3 de julho de 2014. Consultado em 25 de março de 2022</ref>
- Dinosaur Jr.[5]
- Dizzie Rascal[5]
- DJ Shadow[5]
- Donny Hathaway[1]

## E
- Edith Piaf[3]
- Elbow[5]
- Elvis Costello[5]
- Emitt Rhodes[5]

## F
- Fad Gadget en][1]«Cult music heroes: artists on their unsung idols». The Guardian. 3 de julho de 2014. Consultado em 25 de março de 2022</ref>
- The Fall[5]
- Father John Misty[5]
- Fela Kuti[3]
- FKA Twigs[5]
- The Flaming Lips[5]
- Fleet Foxes[5]
- Frank Zappa[3]
- Franz Ferdinand[5]
- Fugazi[5]

## G
- Gentle Giant[9]
- Gil Scott-Heron[3]
- Glassjaw[10][11]
- Godspeed You! Black Emperor[12][13]
- Goldfrapp[5]
- Gospel en][14][15]
- Gram Parsons[6]
- Guided by Voices[2]

## H
- Hawkwind[1]
- Hot Chip[5]

## I
- Ian Svenonius en][2]. Retrieved March 25, 2022.</ref>
- Iggy Pop[5][3]

## J
- Janis Joplin[5]
- J Dilla[2][3]
- Jacqueline du Pré[6]
- Janelle Monáe[5]
- Jeff Buckley[5][6]
- Jessie Mae Hemphill en][1]
- The Jesus and Mary Chain[5]
- Jim Morrison[5]
- Joanna Newsom[5]
- John Cage[3]
- John Foxx en][1]
- John Grant en][5]
- Joni Mitchell[5]
- Joy Division[5]

## K
- Karen Dalton[6]
- Karlheinz Stockhausen[3]
- Kat Bjelland[3]
- Kate Bush[5]
- Kendrick Lamar[5]
- Kool Keith en][3]
- Kraftwerk[5]

## L
- Laurie Anderson[3]
- LCD Soundsystem[5]
- Lee "Scratch" Perry[3]
- Lili Boulanger[3]
- Lionrock en][16][17]
- Little Simz[1]
- Lucius en][5]
- Lydia Lunch[2][3]

## M
- Madonna
- The Magnetic Fields
- Manu Chao[3]
- Marianne Faithfull[3]
- Mark E. Smith[2][3]
- Mark Hollis[3]
- Mark Linkous en][2]
- Mary Margaret O'Hara en][2][1]
- Massive Attack[5]
- Mike Patton[2]
- Moondog[3]
- Moxy Früvous en][2]
- Os Mutantes[5]

## N
- Neil Young[5]
- Neutral Milk Hotel[18]
- New Order[5]
- Nick Cave and the Bad Seeds[5][3]
- Nick Drake[5][3]
- Nico[3]
- Nirvana[5]

## O
- Oasis[5]
- Oingo Boingo
- Operation Ivy en]
- Outkast[5]

## P
- Parliament-Funkadelic[5]
- Patti Smith[5][3]
- Pavement[5]
- Peaches[3]
- Pearl Jam
- Peter Hammill[1]
- Pixies[5]
- PJ Harvey[5][3]
- The Pogues[5]
- Prefab Sprout[1]
- Primal Scream[5]
- Prince[5]
- Public Enemy[5]
- Pulp[5]

## Q
- Queens of the Stone Age[5]

## R
- The Rolling Stones[5]
- R. Stevie Moore en][1]
- Radiohead[5]
- Ramones[5]
- Reel Big Fish
- The Replacements[2]
- R.E.M.[5]
- Richard H. Kirk en][1]
- Richard Hell[2]
- Robert Johnson[1]
- Robert Wyatt[3]
- Roky Erickson[3]
- Roxy Music[5]
- Run-DMC[5]
- Rush[19]
- The Rutles en][5]
- Ryuichi Sakamoto[3]

## S
- Sandy Denny[3]
- Scott Walker[3]
- Scritti Politti[1]
- Serge Gainsbourg[3]
- Sex Pistols[5]
- Sibylle Baier[1]
- Sixto Rodriguez[3]
- The Slits[3]
- The Smiths[5]
- Sonic Youth[5]
- Soul Coughing en]
- Sly & The Family Stone[5]
- Sparks
- The Specials[5]
- Spinal Tap[5]
- St. Vincent[5]
- Stereolab[5]
- The Stone Roses[5]
- The Stooges[5]
- The Strokes[5]
- Sufjan Stevens[5]
- Sun Ra[1][3]
- Super Furry Animals[5]
- Syd Barrett[3]

## T
- Talking Heads[5]
- Tame Impala[5]
- Television Personalities en][2]
- They Might Be Giants
- Tiny Tim
- Todd Rundgren[1]
- Tom Waits[5][3]
- TV On the Radio[5]

## V
- Van Halen
- The Velvet Underground[5]
- Violent Femmes

## W
- Weezer
- White Denim en][5]
- The White Stripes[5]
- Whitehouse en][2]
- Wilco[5]
- Wiley[6][3]
- Wire[5]
- Wu-Tang Clan[5]

## X
- XTC[5]
- The xx[5]

## Y
- Yes
- Yoko Ono[2][3]
- The Yummy Fur en][2]